# Cop
Cop ist ein englischer umgangssprachlicher Begriff für einen Polizisten.

## Etymologie
Das Wort Cop ist eine Rückbildung von copper, das sich vom hauptsächlich im britischen Englischen verwendeten Verb to cop für „eine Verhaftung vornehmen“ ableitet. Dieses Verb, das im frühen 18. Jahrhundert im Sprachgebrauch auftaucht, geht wiederum auf das veraltete Verb to cap mit der gleichen Bedeutung zurück, das vom französischen capter („ergreifen, fesseln“) herrührt.
Cop hat nichts mit der gleich lautenden englischen Bezeichnung für Kupfer zu tun. Die Ansicht, dass sich die Bezeichnung auf die aus Kupfer gefertigten Knöpfe der Uniform oder das metallene Emblem vorn auf der Mütze des Polizeibeamten bezieht, trifft ebenso wenig zu wie die vermutete Abkürzung für Constable on Patrol („Schutzmann auf Streife“).
Der Begriff gilt nicht als beleidigend. Er wird selbstverständlich auch innerhalb der Behörden genutzt, vor allem in Abgrenzung zu Detective. Im Deutschen wären ähnlich Polizei (Uniformierte) und Kripo zu unterscheiden.